# Perspectief (cognitief)
Perspectief is de keuze van standpunt van waaruit ervaring begrepen en gemeten wordt. Verwante begrippen zijn paradigma, gezichtspunt, Umwelt, of Weltanschauung.
Het kiezen voor een perspectief is de keuze voor een waardesysteem en een daarbij horend geloofssysteem. Bij een zakelijk perspectief speelt een monetaire basis een rol voor de waarden en overtuigingen. Bij een menselijk perspectief gaat het om een meer maatschappelijk waardensysteem met de bijbehorende overtuigingen.